# Pașukî, Șepetivka
Pașukî (în ucraineană Пашуки) este un sat în comuna Horodîșce din raionul Șepetivka, regiunea Hmelnîțkîi, Ucraina.

## Demografie
Componența lingvistică a localității Pașukî
     Ucraineană (99,37%)
     Alte limbi (0,63%)
Conform recensământului din 2001, majoritatea populației localității Pașukî era vorbitoare de ucraineană (99,37%), existând în minoritate și vorbitori de alte limbi.